# 현대리바트
주식회사 현대리바트(영어: HYUNDAI LIVART FURNITURE COMPANY LIMITED)는 대한민국의 가구 제조 기업으로 2024년 현재 현대백화점그룹 계열사이다.

## 기업 연혁

### 현대그룹
- 1977년 12월 금강목재공업 주식회사 설립
- 1979년 10월 리바트 브랜드 런칭
- 1981년 1월 현대종합목재산업 주식회사로 사명 변경
- 1982년 2월 용인공장 준공
- 1984년 1월 리바트 쥬니어가구 시판
- 1985년 5월 리바트 다이아나 시판
- 1989년 7월 증권거래소 상장
- 1989년 9월 리바트 사무용마크 GD마크 획득
- 1992년 2월 리바트 퀸테스 침대 시판
- 1995년 1월 환경기술연구소 준공
- 1998년 1월 현대리바트 주식회사로 사명 변경
- 1998년 4월 합판사업 철수
- 1998년 6월 현대그룹의 현대알루미늄, 현대중기산업, 선일상선 등과 함께 퇴출 대상기업으로 지정
- 1998년 12월 현대리바트 주식회사, 고려산업개발 주식회사에 피 합병
- 1999년 1월 친환경 전시장 오픈
- 1999년 4월 베트남 공장 준공
- 1999년 7월 주식회사 리바트에 사업 양도, 현대그룹에서 분리

### 독자경영
- 1999년 6월 주식회사 리바트 설립 (종업원 지주회사 형태, 대표이사 변태성 취임)
- 1999년 8월 고려산업개발 주식회사로부터 가구부문 사업 양수
- 1999년 10월 ISO9001 인증 획득
- 2000년 5월 리바트-우원 인테리어디자인연구소 설립
- 2000년 8월 쓰리에스(3S) 인증획득(단체표준 표시, 우수단체 표준)
- 2000년 8월 선박가구 생산공장(경주공장) 준공 - 부지3,000평, 건물1,100평
- 2000년 12월 대표이사 변경(임시 주주총회) - 경규한 선임
- 2001년 3월 최대주주 변동: 고려산업개발 주식회사
- 2001년 7월 지식경영 체제 도입 선포
- 2001년 9월 CI변경, 신규브랜드 런칭 (사무용 “리바트 네오스”, 주방용 “리바트 리첸”)
- 2001년 12월 용인공장 및 생산설비 취득, 지식경영시스템(KMS) 오픈
- 2002년 4월 SIX SIGMA 운동 추진
- 2002년 5월 중국사무소 설립
- 2002년 9월 네오스 조달청 신규저장품 품목에 선정(196개품목)
- 2003년 4월 네오스 정보화시스템 도입
- 2003년 8월 최대주주 변동: 경규한
- 2003년 10월 리바트리첸 KS대상 <최우수상> 수상 - 한국표준협회(KSA) 선정
- 2004년 5월 2004대한민국 마케팅대상 디자인 전사부문 - 한국능률협회컨설팅 선정
- 2004년 6월 가구업계 최초 환경마크 획득
- 2004년 12월 산업자원부 주관 디자인경영대상 대통령상 수상
- 2005년 2월 네오스 B.I 리뉴얼
- 2005년 4월 신혼 전문 브랜드 이즈마인 런칭
- 2005년 4월 무상증자실시 2,483백만
- 2005년 5월 (주)네오스 자회사 설립
- 2005년 7월 안성공장 취득
- 2005년 7월 환경경영 선포
- 2005년 11월 한국증권선물거래소 유가증권시장 상장
- 2006년 2월 계열회사 설립 - 리바트서비스(주)
- 2006년 3월 베트남 현지법인 설립 - LIVART VINA CO.,LTD
- 2006년 6월 2006국가환경경영대상 산업자원부 장관상 수상
- 2006년 12월 시험연구실 KOLAS(한국교정시험기관인정기구) 인정 획득
- 2007년 1월 가구업계 최초 친환경 전시장 오픈
- 2007년 4월 베트남 공장 준공
- 2007년 5월 가구업계 최초 LCA적용 제품(의자) 개발
- 2007년 6월 2007 국가환경경영대상 대통령상 수상
- 2007년 12월 우리사주대상 최우수상(노동부장관상) 수상
- 2008년 3월 제42회 납세자의 날, 모범납세자 기획재정부 장관상 수상
- 2008년 4월 베트남사무소 설치
- 2008년 10월 청정생산 기반전략 기술개발사업- 국책사업자 선정(지식경제부)
- 2009년 2월 리바트 광주종합전시장 오픈
- 2009년 4월 공정거래위원장상 수상
- 2009년 6월 계열회사 설립 - (주)아이디스트
- 2010년 9월 소비자웰빙지수 6년연속 1위
- 2010년 11월 리바트스타일샵 대전전시장 오픈
- 2010년 12월 고객불만자율관리프로그램(CCMS) 인증
- 2011년 6월 리바트스타일샵 논현전시장 오픈

### 현대백화점그룹
- 2011년 12월 현대그린푸드(현대백화점그룹 계열사)로 최대주주 변경
- 2012년 2월 현대백화점그룹 계열사 편입(공정거래위원회)
- 2012년 4월 캐나다 현지법인 설립
- 2013년 5월 경규한 대표이사 사임, 신임 대표이사 김화응 선임
- 2013년 8월 3차 친환경구매 자발적 협약 (환경부)
- 2014년 3월 주식회사 리바트에서 주식회사 현대리바트로 사명 변경
- 2014년 4월 유해물질 제로경영 선언, 매트리스 전문브랜드 “엔슬립” 런칭
- 2014년 9월 “리바트키즈” 런칭
- 2015년 7월 “리바트하움” 런칭
- 현대백화점그룹 계열사로 편입된 후 2012년 32억이던 영업이익이 2013년 128억 원으로 크게 증가하였다.[1]
- 2017년 12월 현대H&S를 흡수합병
- 2020년 6월 SWC(스마트워크센터) 준공
- 2022년 4월 ISO45001 인증 취득
- 2023년 10월 "마이스터컬렉션" 출시
- 2024년 4월 2024국가브랜드대상 종합가구부문 7년 연속 1위

## 본점 및 지점 현황
- 본점: 경기도 용인시 처인구 남사읍 경기동로 316
- 서울사무소 : 서울 강남구 압구정로 201(압구정동)